# Цифровая скульптура

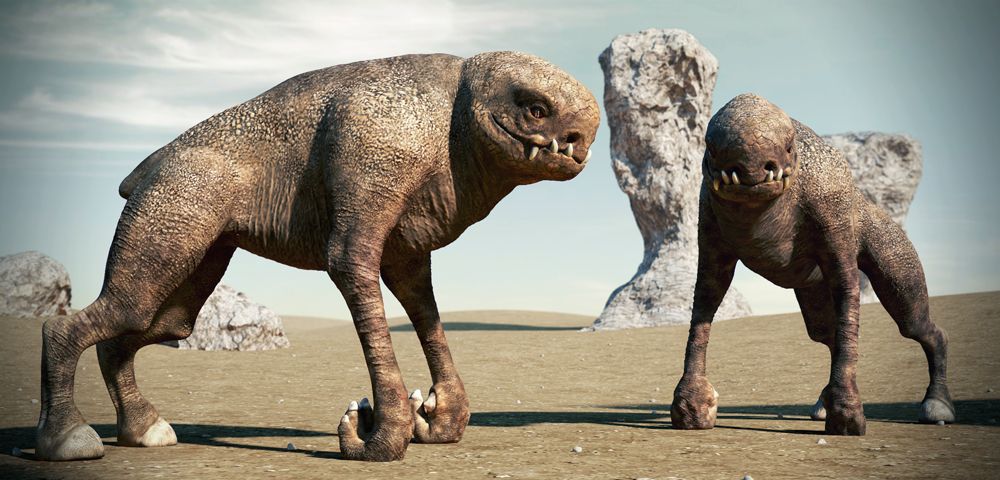
3D-скульптура

Цифровая скульптура (скульптурное моделирование или 3d-скульптинг) — вид изобразительного искусства, произведения которого имеют объём и выполняются с помощью специального программного обеспечения, посредством которого возможно производить различные манипуляции над 3d-моделями, как если бы скульптор работал над обычной глиной или камнем.

## Технология моделирования скульптуры

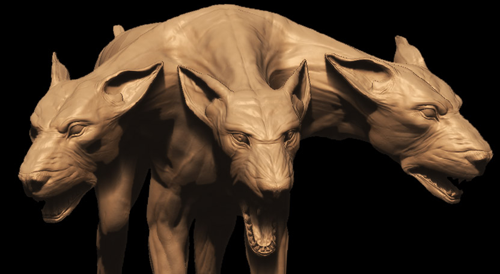
3D-скульптура, выполненная в Blender

Использование в программах для цифровой скульптуры различных инструментов может варьироваться; в каждом пакете есть свои преимущества и недостатки. В большинстве инструментов для моделирования цифровой скульптуры применяется деформация поверхности полигональной модели, благодаря чему её возможно сделать выпуклой или вогнутой. Этот процесс чем-то похож на чеканку металлических пластин, поверхность которых деформируют для получения необходимого узора и рельефа. Другие инструменты работают по принципу воксельной геометрии, объёмность которых зависит от используемого пиксельного изображения. В цифровой скульптуре, как и в работе с глиной, можно «наращивать» поверхность, добавляя новые слои, или наоборот, снимать лишнее, стирая слои. Все инструменты по-разному деформируют геометрию модели, что облегчает и делает богаче процесс моделирования.
Ещё одна особенность этих программ заключается в том, что в них сохраняются несколько уровней детализации объекта, благодаря чему можно с лёгкостью переходить с одного уровня на другой, редактируя модель. Если изменить поверхность модели на одном уровне, то эти изменения коснутся и других уровней, так как все уровни взаимосвязаны. Разные области модели могут иметь полигоны различной величины, от маленьких до очень крупных, в зависимости от того, в каком участке модели они расположены. Различного рода ограничители (маски, замораживание поверхности и др.) позволяют редактировать поверхности, не затрагивая и не деформируя близ лежащих зон.
Основной особенностью воксельной геометрии является то, что она обеспечивает полную свободу над редактируемой поверхностью. Топология модели может постоянно изменяться в процессе её создания, материал можно добавлять, деформировать и удалять, что значительно облегчает работу скульптора со слоями и полигонами. Однако эта технология создаёт ограничения при работе с различными уровнями детализации. В отличие от стандартного моделирования, в вокселе изменения, внесённые в геометрию модели на более низком уровне детализации, могут полностью уничтожить мелкие детали на более высоком уровне.
Работать над цифровой скульптурой можно с использованием как трёхкнопочной или стандартной мыши, так и с графическим планшетом, что увеличивает возможности скульптора, позволяя ему буквально рисовать свои скульптуры, создавая более плавные и различные по толщине линии и деформации. Монитор-планшет во много раз увеличивает скорость работы над скульптурой благодаря сенсорному дисплею и простоте обращения с моделью.

## Применение
3D-скульптура — это ещё молодая, набирающая обороты технология моделирования, но несмотря на это, за сравнительно короткое время она завоевала большую популярность во всём мире. Особенность цифровой скульптуры заключается в том, что она позволяет создавать модели с высоким уровнем детализации (десятки и сотни миллионов полигонов), что пока ещё недостижимо традиционными методами 3d-моделирования. Это делает её наиболее предпочтительным методом для получения фотореалистичных сцен и моделей. В основном цифровая скульптура используется для моделирования высокополигональных, органичных 3d-моделей, которые состоят из искривлённых поверхностей с большим числом крупных и мелких деталей.
В настоящее время, программы для цифровой скульптуры часто используют для улучшения и усложнения внешнего вида низкополигональных моделей, используемых в компьютерных и видеоиграх, за счёт создания различного рода карт неровностей. Сочетая грубые 3d-модели с текстурными картами, картами нормалей и замещения, можно значительно улучшить внешний вид игровых уровней и персонажей, достигая высокой степени реализма компьютерной игры и экономя ресурсы компьютера. Некоторые скульпторы, работающие в таких программах как Zbrush и Mudbox зачастую сочетают процессы моделирования с традиционными 3d-программами с целью более качественной визуализации и придания дополнительных эффектов для модели (например, волос и шерсти). Такие программы как 3ds Max, Maya и Modo включают в себя некоторые элементы и приёмы работы с моделью, похожие на инструменты в программах для цифровой скульптуры, но значительно уступают последним.
Высокополигональные скульптуры нашли широкое применение в художественных и фантастических фильмах, в искусстве, в промышленном дизайне. Они также используются в создании прототипов, фотореалистичных иллюстраций и для создания реальных скульптур в 3d-печати.

## Программы для цифровой скульптуры
Ниже представлен список программ для моделирования высокополигональных (от нескольких сотен тысяч до нескольких сотен миллионов полигонов) 3d-скульптур:

| - JDPaint 5.55 RUS - Autodesk Mudbox - ZBrush - Blender - Silo - Sculptris | - CB model pro - SharpConstruct - Freeform - topoGun - 3D-Coat - Modo |

Традиционные программы для 3d-моделирования, в которых можно создавать низкополигональные модели, модели со средним количеством полигонов (от нескольких сотен до нескольких десятков тысяч) и модели для последующей обработки в программах для цифровой скульптуры:

| - 3ds Max - Art of Illusion - Blender - Bryce - Cinema 4D - Form-Z - Houdini - Lightwave 3D | - Maya - Modo - Poser - POV-Ray - Rhinoceros 3D - SketchUp - Strata 3D - TrueSpace |